# Papoose
Papoose, właśc. Shamele Mackie (ur. 5 marca 1978 w Nowym Jorku) – amerykański raper. Wychowywał się na Brooklynie (Bedstuy). Już w wieku 7 lat chciał rapować, zainspirowany raperami, takimi jak: Big Daddy Kane, Kool G Rap czy Rakim. Młody Papoose nagrał swój pierwszy kawałek pt. "Thugication" w 1998 roku, w tym samym czasie Kool G Rap wydał album pt. Roots of Evil, gdzie wystąpił gościnnie w jednym z utworów.
Kiedy szansa na kontrakt przepadła, Shamele postanowił sprzedawać własne Mixtape'y, na jednym wystąpił DJ Kay Slay, którego na co dzień można usłyszeć w nowojorskim radiu Hot 97. Kiedy Kay Slay wziął Papoose’a pod swoje skrzydła, raper podpisał kontrakt z wytwórnią Streetsweepers.

## Dyskografia

### Mixtape'y
- 2004: Art & War
- 2004: Street Knowledge
- 2004: The Beast from the East
- 2004: Election Day
- 2005: A Moment of Silence
- 2005: The Underground King
- 2005: Sharades
- 2005: Mixtape Murder
- 2005: A Bootlegger's Nightmare
- 2005: Bedstuy Do or Die (z Memphis Bleek)
- 2005: Unfinished Business
- 2006: Menace II Society Part II
- 2006: A Threat and a Promise
- 2006: The Boyz in the Hood
- 2006: The 1.5 Million Dollar Man
- 2006: Second Place is the First Loser
- 2006: The Fourth Quarter Assassin
- 2007: Internationally Known
- 2007: War And Peace
- 2007: Already a Legend
- 2008: Build or Destroy
- 2009: 21 Gun Salute
- 2009: Military Grind
- 2010: Papoose Season
- 2011: The 2nd Coming
- 2011: Mr. & Mrs. Mackie (z Remy Ma)
- 2011: Cripz Own Tha Block (z Cassidy)
- 2013: Hoodie Season
- 2014: Hoodie Season 2

### Występy gościnne
| Rok  | Tytuł                                                                      | Pozycja w notowaniu | Pozycja w notowaniu | Pozycja w notowaniu | Album                  |
| Rok  | Tytuł                                                                      | U.S. Hot 100        | U.S. R&B            | U.S. Rap            | Album                  |
| ---- | -------------------------------------------------------------------------- | ------------------- | ------------------- | ------------------- | ---------------------- |
| 1998 | "Home Sweet Funeral Home" (Kool G Rap feat. Papoose and Jinx)              | –                   | –                   | –                   | Roots of Evil          |
| 2006 | "My Jealousy" (Cam’ron feat. Papoose, Desi Jatt, Slim Thug, All Star, Tef) | –                   | –                   | –                   | -                      |
| 2006 | "Crowded" (Jeannie Ortega feat. Papoose)                                   | 93                  | –                   | –                   | No Place Like Brooklyn |
| 2006 | "Where You At?" (Joe feat. Papoose)                                        | –                   | –                   | –                   | Ain’t Nothin’ Like Me  |
| 2008 | "Comprehend" (Pete Rock feat. Papoose)                                     | –                   | –                   | –                   | NY's Finest            |
| 2010 | "Thug Luv" (DJ Kayslay feat. Papoose, Ray J, Maino and Red Cafe)           | –                   | –                   | –                   | More Than Just a DJ    |

## Filmografia
- 2008: Zawodowcy (niewymieniony w czołówce)